# Municipio de Elm Creek (condado de Saline)
El municipio de Elm Creek (en inglés, Elm Creek Township) es un municipio del condado de Saline, Kansas, Estados Unidos. Tiene una población estimada, a mediados de 2022, de 861 habitantes.

## Geografía
Está ubicado en las coordenadas 39°47′00″N 96°38′36″O / 39.78333, -96.64333 (39.783263, -96.643224). Según la Oficina del Censo de los Estados Unidos, tiene una superficie total de 93.12 km², de los cuales 92.26 km² corresponden a tierra firme y 0.86 km² están cubiertos de agua.

## Demografía
Según el censo de 2020, en ese momento había 816 personas residiendo en la zona. La densidad de población era de 8.84 hab./km². El 95.10 % de los habitantes eran blancos, el 0.25 % eran amerindios, el 1.35 % eran asiáticos, el 0.49 % eran de otras razas y el 2.82 % eran de una mezcla de razas. Del total de la población, el 2.21 % eran hispanos o latinos de cualquier raza.